# 上南路駅
上南路駅（じょうなんろ-えき）は中華人民共和国上海市浦東新区に位置する上海地下鉄6号線の駅である。

## 駅構造
- 相対式ホーム2面2線の地下駅。

## 歴史
- 2007年12月29日 - 開業。

## 隣の駅
■上海地下鉄6号線
華夏西路駅 - 上南路駅 - 霊岩南路駅